# Will Keane
William David Keane (født 11. januar 1993) er en engelsk-irsk professionel fodboldspiller, som spiller for EFL Championship-klubben Preston North End og Irlands landshold.

## Klubkarriere

### Manchester United
Keane kom igennem ungdomsakademiet hos Manchester United, og fik sin debut for førsteholdet den 31. december 2011 i en Premier League-kamp imod Blackburn Rovers.

#### Lejeaftaler
Keane have i løbet af sin tid hos Manchester United en række lejeaftaler til Wigan Athletic, Queens Park Rangers, Sheffield Wednesday og Preston North End.

### Hull City
Keane skiftede i august 2016 til Hull City på en permanent aftale. Det lykkedes dog aldrig Keane, at slå igennem hos klubben, især som resultat af en seriøs knæskade, som han pådrog sig i november 2016, som holdte ham ude af banen i mere end et år.

### Ipswich Town
Keane blev i januar 2019 udlejet til Ipswich Town. Efter hans kontrakt med Hull udløb i juli 2019, så skiftede Keane tilbage til Ipswich på en fri transfer.

### Wigan Athletic
Keane skiftede i oktober 2020 til Wigan Athletic, en klub som han tidligere havde tilbragt en lejeaftale med da han spillede for Manchester United.
Keane scorede i 2021-22 sæsonen 25 sæsonmål, og sluttede hermed som topscorer i League One.

### Preston North End
Keane skiftede i juli 2023 til Preston North End, endnu en klub, som han tidligere havde tilbragt en lejeaftale med da han spillede for Manchester United.

## Landsholdskarriere

### England
Keane har repræsenteret England på flere ungdomsniveauer.

### Irland
Keane erklærede i 2019 sin interesse for, at spille for Irland, og i 2021 blev han for første gang inkluderet på det irske landshold. Han debuterede for Irlands landshold den 11. november 2021.

## Privat
Keane er født i Stockport til en irsk-født far og en engelsk mor. Hans tvillingebror Michael Keane er også professionel fodboldspiller.

## Titler
Wigan Athletic
- EFL League One: 1 (2021-22)

England U/17
- U/17 Europamesteskabet: 1 (2010)

Individuelle
- Manchester United U/21 Årets spiller: 1 (2009-10)
- EFL League One Topscorer: 1 (2021-22)
- PFA League One Årets hold: 1 (2021-22)